# Maytenus stipitata
Maytenus stipitata es una especie de planta de flores perteneciente a la familia  Celastraceae. Es endémica de México, donde se encuentra en Chiapas, en el Municipio de Ocozocautla.

## Taxonomía
Maytenus stipitata  fue descrita por Cyrus Longworth Lundell y publicado en Phytologia 56(3): 140. 1984.
Etimología
Maytenus: nombre genérico de  maiten, mayten o mayton, un nombre mapuche para la especie tipo Maytenus boaria.
stipitata: epíteto latíno que significa "comprimido, rodeado""

## Biblioigrafía
1. Breedlove, D.E. 1986. Flora de Chiapas. Listados Floríst. México 4: i–v, 1–246.
2. CONABIO. 2009. Catálogo taxonómico de especies de México. 1. In Capital Nat. México. CONABIO, Mexico City.
3. Davidse, G., M. Sousa Sánchez, S. Knapp & F. Chiang Cabrera. 2015. Saururaceae a Zygophyllaceae. 2(3): ined. In G. Davidse, M. Sousa Sánchez, S. Knapp & F. Chiang Cabrera (eds.) Fl. Mesoamer.. Universidad Nacional Autónoma de México, México.
4. Lundell, C. L. 1984. Mesoamerican Celastraceae--II. Phytologia 56(3): 137–140.  View in Biodiversity Heritage Library

- Datos: Q5458807